# Перкинс, Фрэнсис
Фрэ́нсис Пе́ркинс (англ. Frances Perkins; 10 апреля 1880 — 14 мая 1965), при рождении Фанни Корали Перкинс (Fannie Coralie Perkins) — первая женщина в кабинете министров США и министр труда США с 1933 по 1945 год.
Как настоящий сторонник своего друга, президента Франклина Рузвельта, она содействовала ему в продвижении Нового курса в сферах труда и социальной защиты. Она и министр внутренних дел США Гарольд Икес были единственными членами кабинета Рузвельта, которые проработали там в течение всего срока его президентства.

## Биография

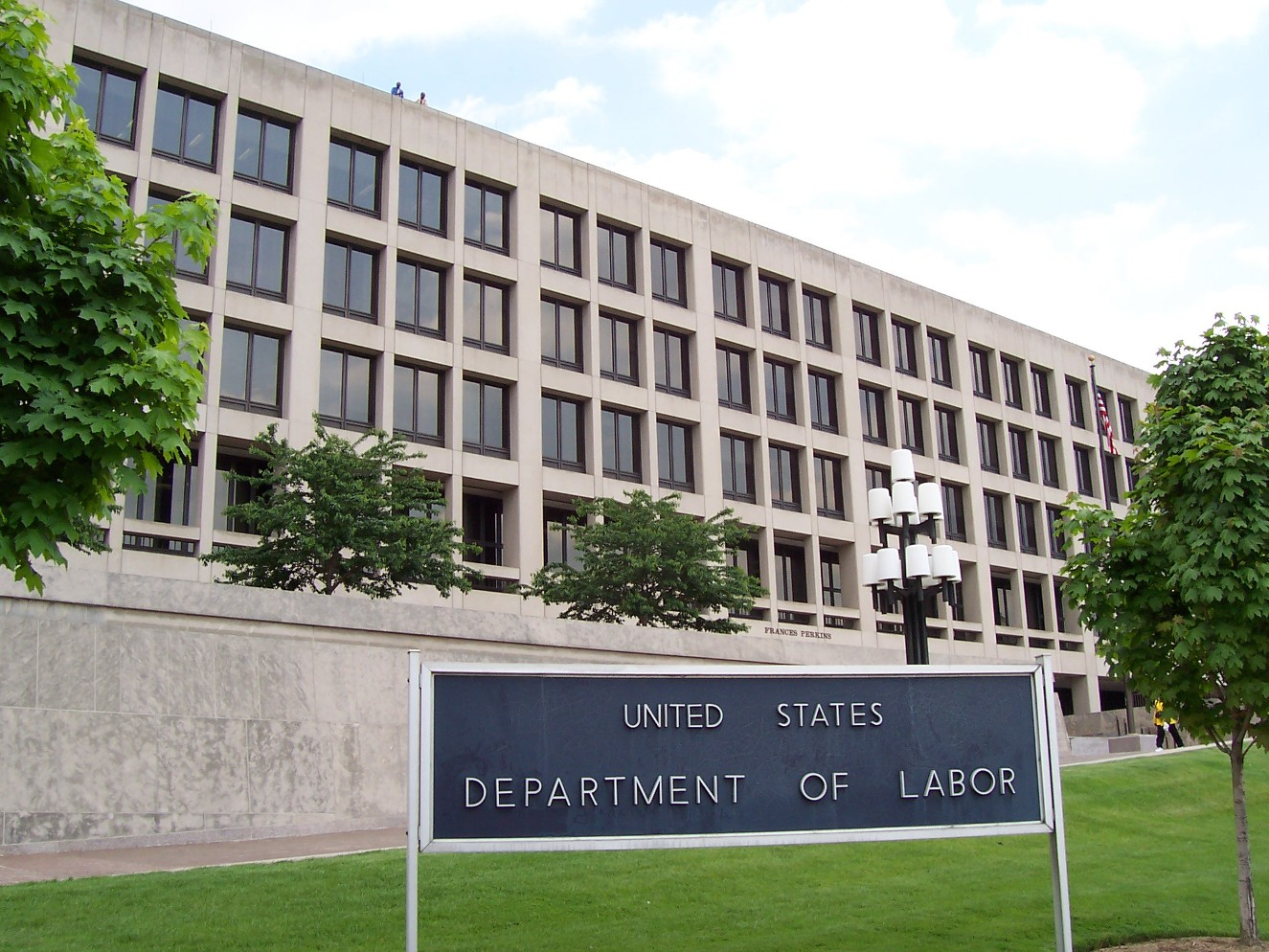
Фрэнсис-Перкинс-Билдинг, здание министерства труда в Вашингтоне, округ Колумбия

Перкинс родилась в Бостоне, штат Массачусетс, в семье Сьюзан Бин Перкинс и Фредерика У. Перкинса, владельца бизнеса, связанного с торговлей канцелярскими товарами (её родители были родом из штата Мэн). Большую часть своего детства она провела в Вустере. При крещении получила имя Фанни Корали Перкинс, но позже поменяла своё имя на Фрэнсис.
Перкинс училась в классической школе Вустера. Окончила колледж Маунт Холиок со степенью бакалавра в 1902 году и Колумбийский университет со степенью магистра по социологии в 1910 году. Краткое время была социалисткой, но затем перешла в Демократическую партию.
Интересно, что будучи членом кабинета министров, она проживала в доме известной американской общественной деятельницы Флоренс Харриман.
Её имя носит здание министерства труда США.